# DR V 180 sorozat
A DR V 180 sorozat, és a DR 118 sorozat, később a DB 228 sorozat egy német hidraulikus meghajtású dízelmozdony-sorozat volt. A VEB Lokomotivbau „Karl Marx“ gyártotta 1960 és 1966 között, majd 1966 és 1970 között a DR részére. A mozdonyok selejtezése 1995-ben kezdődött.

## Története
1953-ban a Deutsche Reichsbahn megbízta az Vereinigung Volkseigener Betriebe des Lokomotiv- und Waggonbaus (LOWA) vállalatot a modern dízelüzemű gördülőállomány fejlesztésével.
Miután 1956-ban benyújtották az első tervezeteket, 1957-ben bemutattak egy koncepciót, amely szerint a fővonalakon a nehéz személy- és tehervonatokat 1800-2000 LE (1320-1470 kW; 1780-1970 LE) teljesítményű mozdonyok hajtanák.

### Prototípusok
1959-ben az LKM elkészítette a két prototípus mozdonyt, az V 180 001 és V 180 002 típusú, B'B' tengelyelrendezésű mozdonyokat. Mivel a keletnémet ipar még nem volt képes a saját maga által kifejlesztett nagy dízelmozdony összes alkatrészét előállítani, a mozdonyok Voith sebességváltóval rendelkeztek, és vonatfűtő kazán nélkül szállították őket. Többféle működő vezérléssel rendelkeztek a Brown, Boveri & Cie-től. Ezt a két mozdonyt a DR nem vette át, és 1965-ben, illetve 1966-ban a babelsbergi üzemben selejtezték. Többek között túl nehezek voltak.

### V 180.0
1961-ben az állami tervbizottság jóváhagyta a 128 mozdony építéséhez szükséges forrásokat. Két további prototípus (V 180 003 és V 180 004) 1962-ben épült meg. Ezek elektromos berendezése a hennigsdorfi LEW-től származott. Ezt követte egy öt mozdonyból álló kis sorozat, majd az 1963-1965-ös években az első sorozatgyártás V 180 087-ig. A mozdonyok egy pár VEB Motorenwerk Johannisthal 12 KVD 18/21 A-1 dízelmotort kaptak. Ezek a V12 hengeres, rövidütemű, négyütemű dízelmotorok hengerűrtartalma kb. 74,8 liter (4560 köbcenti), névleges teljesítményük pedig 900 LE (662 kW; 888 LE) volt.

### V 180.1
1965-től erősebb, 1000 LE (735 kW; 986 LE) teljesítményű motorokat építettek be. Megkülönböztetésük érdekében ezeket a mozdonyokat V 180.1 néven jelölték. 1983-tól három ilyen mozdony még 1400 és 1500 LE (1030 és 1100 kW; 1380 és 1480 LE) teljesítményű motorokat is kapott.

### V 180.2
A C'C' tengelyelrendezésű változatot 16 tonna megengedett tengelyterhelésű mellékvonalakon való használatra fejlesztették ki. A V 180 201 1964-ben két 900 LE (890 LE; 660 kW) teljesítményű motorral készült el. 1966-tól, kiterjedt tesztelés után, a V 180 203-asból összesen 205 mozdony következett 1000 LE (735 kW; 986 LE) motorral, amelyek közül az utolsókat az új sorozatjelzésű 118-as mozdonyként szállították le. A V 180 298-tól kezdve a VEB Turbinenfabrik Dresden kelet-német gyártmányú folyadékváltóját lehetett beépíteni.

### 118.5
1979 és 1987 között az első sorozat 52 mozdonyát, amelyek 1970 óta a 118.0 jelzést viselték, új 12 KVD 18/21 A-3 motorokkal szerelték fel, amelyek teljesítménye 1000 LE (735 kW; 986 LE) volt. 1979-től 1987-ig az első sorozat 52 mozdonyát a 118.0 jelzést viselték. Hét mozdonyban a motort még 1223 LE-re (900 kW; 1210 LE) is beállították. Az átalakított mozdonyokat 1981-től 118.5 sorozatra nevezték át.

### 118.6
1981 és 1989 között a 118.2-4 sorozat 179 mozdonyát szerelték fel 1200 LE (883 kW; 1180 LE) teljesítményű motorral a menetrendszerű vizsgálatok során; ezek a mozdonyok 400-zal megnövelt pályaszámot is kaptak.

## Gyártás
A mozdonyok könnyűszerkezetes vázzal rendelkeztek. Kezdetben kéttengelyes forgóvázpárral szerelt változatban építették. Mivel a vezetőfülkék alatt elhelyezett sebességváltókból származó teljesítményt a forgóvázakra legjobban azon a ponton lehetett átvinni, ahol a forgócsapok lettek volna, ez a változat nem rendelkezett forgócsapokkal. Ehelyett a forgóvázakat karos rendszerrel (trapézhevederes összeköttetés) rögzítették a vázhoz. Az elsődleges felfüggesztés gumiból készült, fémbetétes nyomórugókkal, a másodlagos felfüggesztés pedig laprugókkal volt megoldva.
A mozdony középen Köthen típusú vonatfűtő kazánnal rendelkezett, amelyet a DR V 100 sorozatban is használtak. E körül voltak elhelyezve a víztartályok és a két dízelmotor hűtőrendszere, amelyek a vezetőfülkék mögött helyezkedtek el. A magas vezetőfülkék alatt helyezték el a Voith osztrák leányvállalatának, a St. Pölten-i Voithnak a háromfokozatú, 120 km/h sebességű hidraulikus sebességváltóját. Itt voltak karimára szerelve az indítómotorok és a ventilátorgenerátor is. A villanymotorok által hajtott kompresszorok szintén a vezetőfülkék alatt helyezkednek el. A vezérlőszekrények a vezetőfülkék hátsó falán voltak elhelyezve.
A hattengelyes változatot gyárilag a továbbfejlesztett 12 KVD 18/21 A-3 motorokkal szerelték fel 1000 LE (735 kW; 986 LE) teljesítménnyel. Amikor a motort később lecserélték, minden gép a még erősebb, 12 KVD 18/21 AL-4-es változatot kapta, 1200 LE (883 kW; 1180 LE) teljesítménnyel. A háromtengelyes forgóvázak forgócsapokkal rendelkeznek. A hattengelyes gépeken a négytengelyes mozdonyok négy ablakával szemben csak két gépházablak volt, a külső ablakokat több fúvókás szellőzőrácsok váltották fel.
Az 1980-as években kísérleti jelleggel a 12 KVD 18/21 AL-5 típusú, egyenként 1500 LE (1100 kW; 1480 LE) hajtóteljesítményű, nagy feltöltésű motorokat építettek be. Mivel a motorok a tesztfázisban megbízhatatlanok voltak, és a DR 132 és DR 119 sorozatok már megfelelő teljesítményű motorokkal voltak felszerelve, a sorozat átalakítás ellen döntöttek.
1968-tól - a V 180 300-tól kezdődően - a VEB Strömungsmaschinen Pirna hidraulikus hajtását építettek be.
Amikor a mozdonyok a Deutsche Bahn AG-hoz kerültek, a mozdonyokat a DB 228 sorozatba sorolták át.

## Galéria

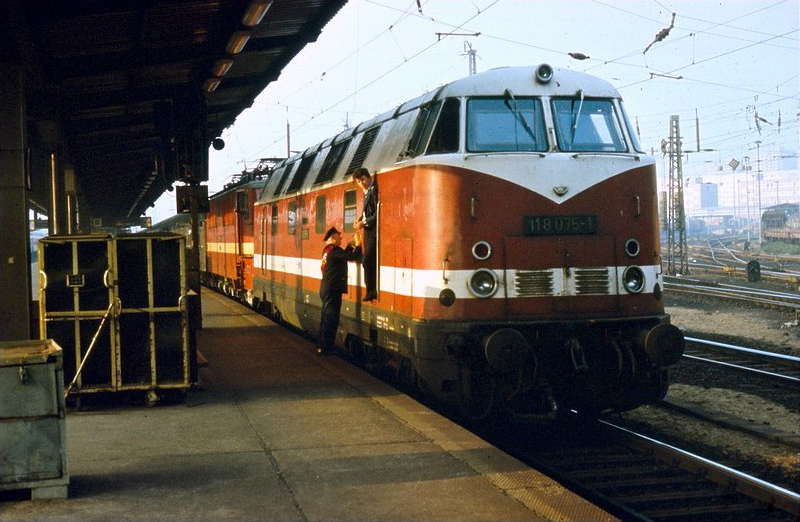
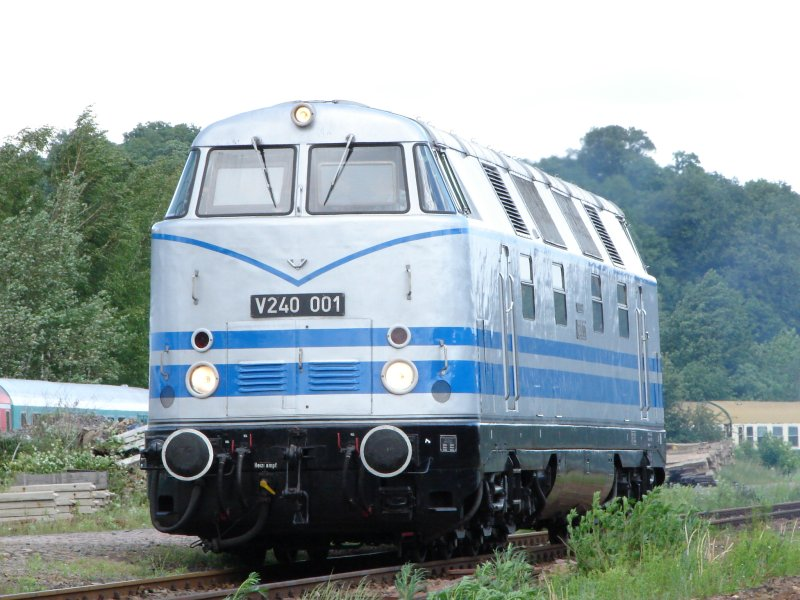
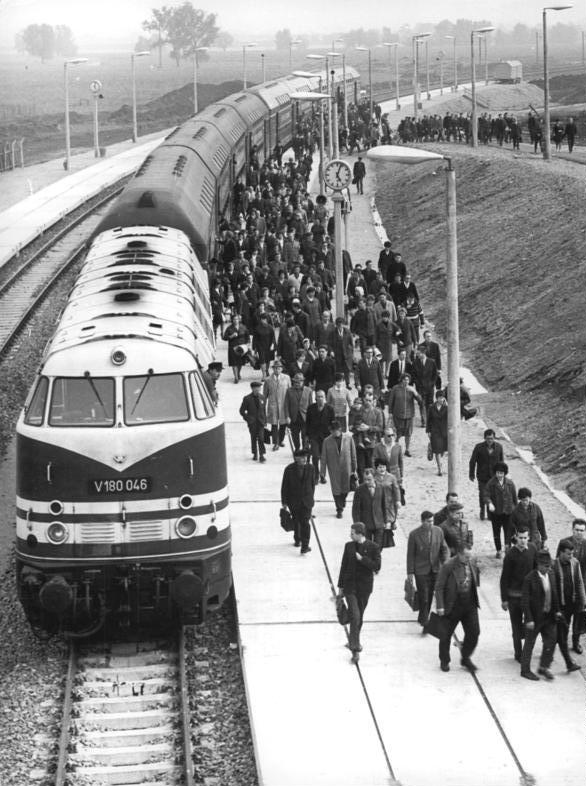
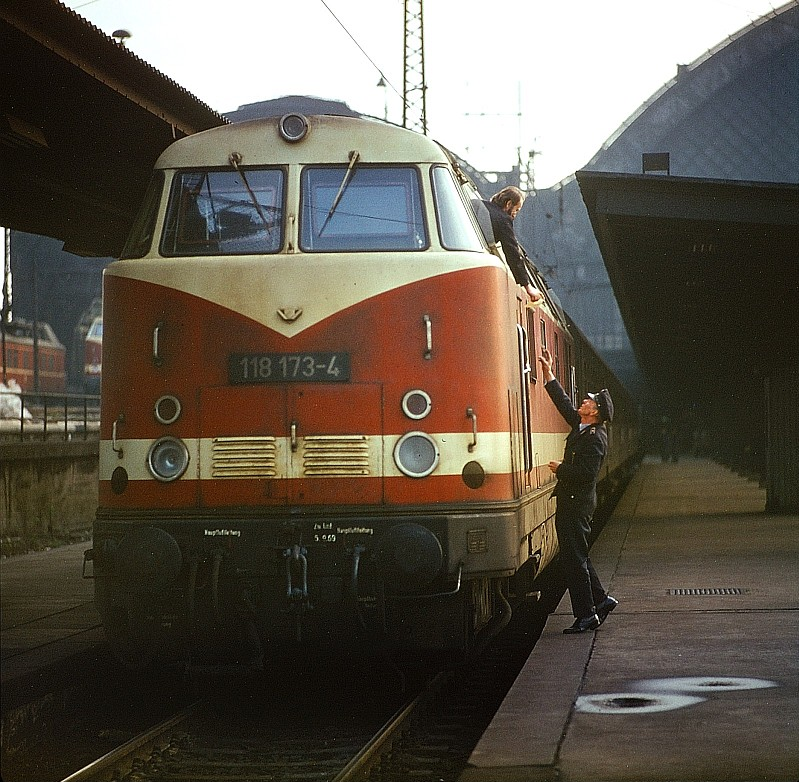
118 173-4 pályaszámú mozdony Dresden Hauptbahnhofon 1972-ben
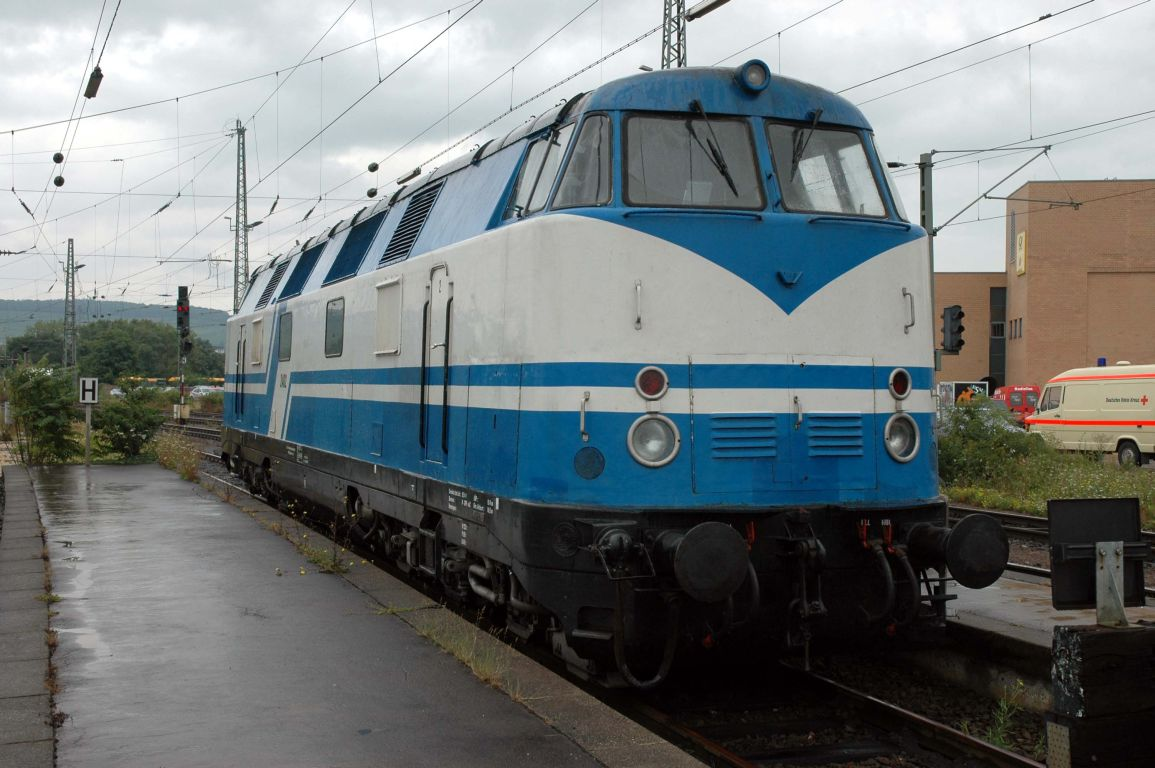
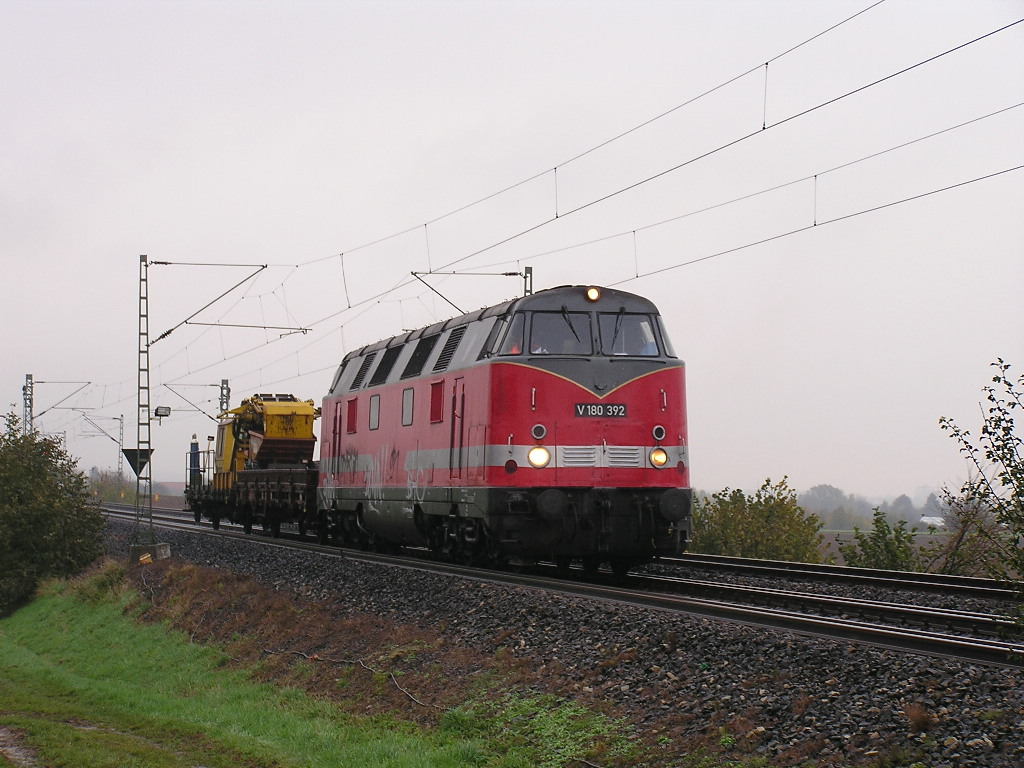
Pályaépítés közben